# Клеванская поселковая община
Клеванская поселковая община (укр. Клеванська селищна громада) — территориальная община в Ровненском районе Ровненской области Украины.
Административный центр — посёлок Клевань.
Население составляет 13852 человека. Площадь — 110,9 км².
В соответствии с распоряжением Кабинета Министров Украины от 12 июня 2020 года, в состав общины вошла территория Клеванского и Оржевского поселковых советов, а также Жобринского сельского совета Ровненского района.

## Населённые пункты
В состав общины входят 2 посёлка и 4 села:
- Посёлок Клевань
  - Посёлок Оржев
- Жобровский старостинский округ:
  - Жобрин
  - Мочулки
  - Руда-Красная
  - Углище